# A1 Team Indonesië
Het A1 Team Indonesië was een Indonesisch raceteam dat deelnam aan de A1 Grand Prix.
De wagen van was wit van kleur, met een rode achterkant.
Het team reed vrijwel altijd rond in de achterhoede. Het beste eindresultaat tijdens een wedstrijd was een vijfde plaats. In het kampioenschap was de 18e plaats het beste resultaat.

## Coureurs
De volgende coureurs hebben gereden voor Indonesië, met tussen haakjes het aantal races.
- Ananda Mikola (40)
- Satrio Hermanto (30)
- Zahir Ali (4)
- Moreno Suprapto (2)